# Eva (Akta X)
Eva (v anglickém originále Eve) je jedenáctá epizoda první série amerického sci-fi seriálu Akta X. Premiéru měla na televizní stanici Fox 10. prosince 1993. Scénář epizody napsal Kenneth Biller a Chris Brancato, režíroval Fred Gerber.
Hlavními postavami seriálu jsou zvláštní agenti FBI Fox Mulder (David Duchovny) a Dana Scullyová (Gillian Andersonová), kteří pracují na případech spojených s paranormálními jevy, tzv. Akty X. Jerry Hardin si zopakoval svou roli jako Deep Throat. Epizoda získala od kritiků pozitivní reakce.
Fox Mulder a Dana Scullyová zkoumjí dvě zdánlivě stejné vraždy, k nimž došlo zároveň tisíce kilometrů od sebe. Nakonec zjistí, že obě dcery jsou produktem projektu, který se zaměřuje na utajené klonování lidí a vytvořila jej vláda.

## Dějová linie
V americkém městě Greenwich v Connecticutu najde běžecký pár dívku — Teenu Simmons, stojící osamotě. Nedaleko naleznou jejího otce, který sedí mrtvý na houpačce a na krku má dva zářezy. Fox Mulder případ přijme a promluví si o něm s Danou Scullyovou. Domnívá se, že smrt je příkladem mimozemského zohavení skotu na lidské bytosti. Když Mulder a Scullyová přicestují do Connecticutu, promluví si s Teenou, která tvrdí, že viděla „červený blesk“, když její otec zemřel, a že „muži z oblohy“, jej chtěli zbavit krve. Následně agenti jedou do Marin County v Kalifornii, navštíví sídlo Reardonových, kde se odehrává podobná scéna. Uvědomují si, že navzdory vzdálenosti mezi vraždami, byly spáchány ve stejný den a ve stejném okamžiku. Vracejí se zpět do Connecticutu, kde je Teena unesena postavou v tmavém.
Když se Mulder a Scullyová setkají s Reardonovými, zjistí, že jejich dcera Cindy, je stejná jako Teena. Matka Cindy říká agentům, že byla počata in vitro fertilizací na oplodňovací klinice v San Francisku. Tam se Scullyová dozví, že Simmonsovy a Reardonovy byly ošetřováni ženou jménem Dr. Sally Kendrick, kterou vyhodili z práce pro provádění eugenických experimentů s vajíčky z klinické laboratoře. Mezitím je Mulder kontaktován Deep Throatem, který mu podrobně popisuje program, který měl za cíl v období studené války vytvořit supervojáka, ten produkoval geneticky modifikované děti označené jako „Adam“ nebo „Evy“, na základě jejich pohlaví. Deep Throat vypráví Mulderovi o ženě spojené s projektem, která je v současné době držena v psychiatrické léčebně.
Agenti cestují do nemocnice a setkávají se s Evou 6, která jim řekne, že klony vytvořené v rámci projektu měly extra chromozómy, díky kterým byly obdařeny nadlidskou inteligencí a silu, ale i vraždící psychózou. Poslední tři klony — Eva 6, 7 a 8 byla institucionalizovány poté, co byl projekt zrušen. Avšak Eva 7 unikla a získala práci v porodní klinice pod jménem „Sally Kendrick“, kde upravila vajíčka pacientů kliniky s cílem vytvořit nové Eva klony. Eva 8, která také unikla, je stále na svobodě.
Mulder a Scullyová nejsou schopni zabránit tomu, aby Cindy unesla jednu z uprchlých Ev. Eva vezme Cindy do motelu, kde Teena je již zajata a obě dívky se navzájem představí. Žena odhalí, že ona je Eva 7 a následně jim vysvětluje, jak je stvořila, aby zlepšila nedostatky projektu, dozví se však jen o dívčině urychleném rozvoji, když zavraždili své otce. Dívky poté otráví nápoj Evě 7 smrtelnou dávku náprstníku. Když Mulder a Scullyová dorazí do motelu, dívky lživě tvrdí, že se je Eva 7 snažila vyprovokovat k masové sebevraždě. Agenti se rozhodnou vzít dívky s nimi, když opouštějí motel.
Tu noc, kdy skupina dorazí na silniční odpočívadlo, jedna z dívek se vyplíží a otráví limonádu, kterou si agenti objednali. Mulder jejich plán odhalí a zabrání tomu, aby se Scullyová otrávené vody napila. Agenti pak sledují dívky až po stojící kamion, kde je Mulder je nakonec chytí. Teena a Cindy, nyní známé jako „Eva 9“ a „Eva 10“, skončí na sdíleném oddělení s Evou 6 v psychiatrické léčebně. Posléze přichází na oddělení žena s laboratorním pláštěm, označená jako Eva 8. Když se Eva 8 dívek zeptá, jak věděli, že si pro mě přijde, dívky každý odpověděli: „Prostě jsme to věděli“.